# Diez segundos

Diez segundos es una película argentina del género dramático filmada en blanco y negro codirigida por Alejandro Wehner y Carlos D'Agostino que se estrenó el 23 de noviembre de 1949 y que tuvo como protagonistas a María Esther Buschiazzo, Patricia Castell, Carlos D'Agostino (voz), Delfy de Ortega, Ricardo Duggan, María Rosa Gallo, Oscar Valicelli y Oscar Villa. Se desarrolla en el ambiente boxístico y su director provenía del cine publicitario y de los noticieros.

## Sinopsis
Un muchacho humilde empieza a aprender a boxear para defenderse para terminar convertido en profesional.

## Reparto
- María Esther Buschiazzo ... madre de Carlos
- Patricia Castell ... Rosita
- Carlos D'Agostino (voz)
- Delfy de Ortega ... Nelly
- Ricardo Duggan ... Carlos Cardón
- María Rosa Gallo ... Elisa
- Oscar Valicelli ... Armando
- Oscar Villa ... Ferreyra
- Raúl del Valle ... Méndez
- Arsenio Perdiguero
- José Nájera ... Raúl
- Oscar Villa ... Ferreyra
- Rafael Iglesias ... él mismo

## Comentarios
La crítica del diario Noticias Gráficas decía así:

Se ha utilizado un método narrativo que en su culminación defrauda al espectador (...) El conflicto planteado que luego resulta que no es tal ya que obedece al estado de delirio que crea en un boxeador el knock out.

En el Diario Crítica se leía esto:

Domina algunos secretos de la técnica y consigue algunos efectos interesantes, pero revela absoluta nulidad en el manejo de los intérpretes.